# Lepiej być nie może
Lepiej być nie może (tytuł oryg. As Good as It Gets) – amerykańska komedia filmowa z roku 1997 z Jackiem Nicholsonem i Helen Hunt w rolach głównych. Oboje dostali za role w tym filmie Oscara.

## Obsada
- Jack Nicholson – Melvin Udall
- Helen Hunt – Carol Connelly
- Greg Kinnear – Simon Bishop
- Cuba Gooding Jr. – Frank Sachs
- Shirley Knight – Beverly
- Skeet Ulrich – Vincent
- Yeardley Smith – Jackie
- Lupe Ontiveros – Nora
- Bibi Osterwald – sąsiadka
- Ross Bleckner – Carl
- Jesse James – Spencer Connelly

## Opis fabuły
Nowojorczyk Melvin Udall (Jack Nicholson) jest autorem popularnych powieści, dotkniętym "zespołem obsesyjno-kompulsyjnym". W jego świecie nie ma miejsca dla innych. Melvin z upodobaniem obraża, rani i poniża przypadkowych ludzi oraz wszystkich tych, którzy nieopatrznie weszli mu w drogę. Jedyną osobą, która może z nim dłużej wytrzymać jest Carol Connelly (Helen Hunt), kelnerka z baru, w którym ekscentryczny pisarz jada śniadania. Carol mieszka z matką i samotnie wychowuje kilkuletniego syna, ciężko chorego na astmę. Gdy kobieta rezygnuje z pracy, aby opiekować się chorym synem, Melvin nie może znieść tego, że jest obsługiwany przez inną kelnerkę. Sprowadza do Carol i jej synka lekarza, który porządnie bada chłopca i przepisuje mu odpowiednie leki. Chłopiec, po zastosowaniu leków, czuje się dobrze i nie wymaga stałej opieki matki, Carol może wrócić do pracy, z czego Melvin jest niezmiernie zadowolony. Jednym z sąsiadów Melvina jest malarz Simon Bishop, który nie kryje, że jest homoseksualny. Pewnego dnia Simon trafia do szpitala, ciężko pobity przez włamywaczy nasłanych przez jednego z jego modeli. Agent Simona, Frank Sachs, zmusza Melvina, by przejął opiekę nad jego psem o imieniu Verdell. Jest to niezwykłe wyzwanie dla pisarza, który będzie musiał mieszkać "z kimś" pod jednym dachem.